# 小南海镇 (汉中市)
小南海镇，是中华人民共和国陕西省汉中市南郑区下辖的一个乡镇级行政单位。

## 行政区划
小南海镇下辖以下地区：
郑家坝村、双龙村、小坝村、大庵沟村、秦家坝村、山神庙村、黄家山村、东沟村、青石关村、回军坝村、老龙池村、树林子村、褒城坡村、小河沟村、旱光坪村、江西庵村、沙子河村、康家坝村、峡山槽村和干河沟村。